# BABEL (9mm Parabellum Bulletのアルバム)
『BABEL』（バベル）は、9mm Parabellum Bulletの7枚目のフルアルバム。2017年5月10日リリース。

## 概要
- 前作『Waltz on Life Line』より1年ぶりのフルアルバム。また、滝のライブ活動休止後初の作品となる。
- 9mm Parabellum Bulletのフルアルバムとしては初の「シングル・EPの収録曲を含まない」アルバムとなっている。
- 通常盤、アナログ盤、初回限定盤、初回限定盤Special Editionの4形態で発売。初回限定盤はCD＋DVDの2枚組、Special Editionにはそれに加え、アルバムの全楽曲を収録したスコアブックが付属する。
- 4人でそれぞれ作詞や作曲を担当した前作とは一転して、本作は作詞を全て菅原が、作曲を全て滝が担当している。そしてこれ以降、滝がすべての曲を作曲するようになった。
- 収録曲のうち、「ガラスの街のアリス」「眠り姫」にはPVが存在する。

## 楽曲解説
ロング・グッドバイ
題名はR・チャンドラーの長編小説『The Long Goodbye』から取られている。
I.C.R.A
題名は「愛し合え」の語呂合わせ。「サビで叫ぶ部分はメンバー全員のコーラスになるということだったので、お客さんも誰もが1発で歌えるワードに」との思いから採用された。
滝はレコーディングの際、スクラッチノイズの代わりにギターのネックにガムテープを貼りノイズを出す、という手法を使用していたが、それを知らないはずの菅原が歌詞に「ガムテープ」という単語を使用したため、歌詞を読んだ滝は「すげえビビっていた」という。
ガラスの街のアリス
菅原が図書館で見つけたP・オースターの小説『City of Glass』の本のカバーに着想を得て書かれた。
菅原が滝に渡された構想メモには「時代が進んで、バブル期を迎えて、人々が快楽主義的な方向に逃げていく」ということが書かれており、「『ガラスの街』を文明社会が発達してできた、美しいけど脆さを伴った象徴に見立てて、『そんな街の中で結局、愛しているのは君だけだ』という曲の構造に発展させていった」と語っている。
眠り姫
9mm Parabellum Bullet初の「歌詞が先にできた曲」。『Waltz on Life Line』の時点で既に完成していたものの、「この時点で出すのはちょっと勿体無いね」という話になり収録が見送られていた。
「眠り姫」は原発を指しており、菅原曰く「福島の原発事故があってから感じているやるせない気持ちにフォーカスした作品」という。
Everyone is fighting on this stage of lonely
もともとはTVアニメ『ベルセルク』のオープニングテーマの候補だった曲。

## 収録曲・収録映像

### CD／LP（全形態共通）
- 全作詞：菅原卓郎、全作曲：滝善充、全編曲：9mm Parabellum Bullet
- LP盤はA面に#1～#5を、B面に#6～#10を収録。

| #   | タイトル                                         | 作詞 | 作曲・編曲 | 時間  |
| --- | ------------------------------------------------ | ---- | ---------- | ----- |
| 1.  | 「ロング・グッドバイ」                           |      |            | 3：40 |
| 2.  | 「Story of Glory」                               |      |            | 3：18 |
| 3.  | 「I.C.R.A」                                      |      |            | 2：45 |
| 4.  | 「ガラスの街のアリス」                           |      |            | 3：23 |
| 5.  | 「眠り姫」                                       |      |            | 4：10 |
| 6.  | 「火の鳥」                                       |      |            | 3：18 |
| 7.  | 「Everyone is fighting on this stage of lonely」 |      |            | 3：59 |
| 8.  | 「バベルのこどもたち」                           |      |            | 4：23 |
| 9.  | 「ホワイトアウト」                               |      |            | 3：31 |
| 10. | 「それから」                                     |      |            | 3：28 |

### DVD（初回限定盤のみ）
TOUR 2016“太陽が欲しいだけ” at 豊洲PIT 2016.11.05
| #   | タイトル              | 作詞 | 作曲・編曲 | 時間  |
| --- | --------------------- | ---- | ---------- | ----- |
| 1.  | 「太陽が欲しいだけ」  |      |            | 3：30 |
| 2.  | 「Discommunication」  |      |            | 3：22 |
| 3.  | 「モーニングベル」    |      |            | 4：00 |
| 4.  | 「インフェルノ」      |      |            | 1：51 |
| 5.  | 「ロンリーボーイ」    |      |            | 3：34 |
| 6.  | 「スタンドバイミー」  |      |            | 4：30 |
| 7.  | 「反逆のマーチ」      |      |            | 4：04 |
| 8.  | 「Lost!!」            |      |            | 3：03 |
| 9.  | 「The Revolutionary」 |      |            | 3：37 |
| 10. | 「生命のワルツ」      |      |            | 5：40 |
| 11. | 「Talking Machine」   |      |            | 7：14 |

特典映像
| #   | タイトル                                    | 作詞 | 作曲・編曲 |
| --- | ------------------------------------------- | ---- | ---------- |
| 12. | 「『BABEL』レコーディングドキュメンタリー」 |      |            |